# Герб Елецкого района
Герб Елецкого района является официальным геральдическим символом Елецкого района Липецкой области. Утверждён решением Елецкого районного Совета депутатов № 68 от 13 октября 2004 года. Также об утверждении герба говорится в Уставе Елецкого муниципального района Липецкой области.
По геральдическим правилам и канонам герб района является гласным.

## Описание герба(блазон)
Действующая символика:
В золотом поле с составной горностаевой и зелёной каймой, обременённой по сторонам поверх деления золотыми головками колосьев ― вырастающая зелёная ель и перед ней червлёный с серебряными рогами идущий олень.
В первоначальной редакции при утверждении герба золотые головки пшеницы  по бокам щита не заметили и описание звучало так:
"В золотом поле с составной горностаевой и зеленой каймой поверх вырастающей ели зеленого цвета червленый (красный), с серебряными рогами и копытами, идущий олень".

## Обоснование герба
Герб района разработан в соответствии с историческим гербом. Негеральдические фигуры — красный олень и зелёная ель, а также горностаевый мех в кайме означают, что  окрестности города Ельца были когда-то княжеской землёй. Первое упоминание о Елецкой земле датируется XII веком. Кайма аллегорически расширяет пределы  Ельца. Горностаевый мех на кайме указывает на принадлежность земли к княжеским владениям.
Отличия между гербами Ельца и Елецкого района заключаются в том, что в гербе района показана сельскохозяйственная специализация: выращивание зерновых культур. Также в гербе района исключена земля.
Горностаевый мех в геральдике - символ достоинства, благородства, чистоты.
Золото - символ богатства, урожая, постоянства, великодушия.
Серебро в геральдике - символ совершенства, духовности, взаимопонимания.
Червлёный (красный) - сила, мужество, жизненная энергия, любовь и красота.
Зелёный - символ природы, здоровья, надежды.